# Хоумтаун (Пенсилванија)
Хоумтаун (енгл. Hometown) насељено је место без административног статуса у америчкој савезној држави Пенсилванија.

## Демографија
По попису из 2010. године број становника је 1.349, што је 50 (-3,6%) становника мање него 2000. године.
| Група             | 2000.         | 2010.         |
| Белци             | 1.373 (98,1%) | 1.320 (97,9%) |
| Афроамериканци    | 6 (0,4%)      | 1 (0,1%)      |
| Азијати           | 11 (0,8%)     | 15 (1,1%)     |
| Хиспаноамериканци | 7 (0,5%)      | 9 (0,7%)      |
| Укупно            | 1.399         | 1.349         |